# Ingeborg Dinesen
Ingeborg Dinesen (døbt Ingeborg Westenholz) (født 5. maj 1856 på Mattrup, Tyrsting Sogn, død 27. januar 1939 på Rungstedlund, Hørsholm) var datter af Regnar Westenholz og Mary Lucinde Hansen og søster til Regnar, Mary og Aage Westenholz.
Hun blev i ægteskabet med Wilhelm Dinesen mor til Karen Blixen og Thomas Dinesen. Hun var medlem af Hørsholm Sogneråd 1909-1913 og 1913-1917.